# Brunfelsia boliviana
Brunfelsia boliviana är en potatisväxtart som beskrevs av T. Plowman. Brunfelsia boliviana ingår i släktet Brunfelsia och familjen potatisväxter. Inga underarter finns listade i Catalogue of Life.